# Hydnora sinandevu
Hydnora sinandevu — вид паразитичних квіткових рослин родини гіднорові (Hydnoraceae).  Поширений у Східній Африці.

## Поширення
Вид поширений в прибережній зоні Кенії і Танзанії від річки Тана на півночі та до заповідника Селус на півдні, також усередині країни до підніжжя гірського хребта Усамбара. Росте переважно в сезонно сухих тропічних біомах. Відомий з 8 місцевостей.

## Опис
Підземний кореневий паразит. Стебло завтовшки до 2 см, повністю сховане у ґрунті. Квіти частково залишаються під землею і частково з’являються назовні; квітконіжка до 8 мм завдовжки. Оцвітина кулеподібна, 8-16 см завдовжки; трубка зовні коричнева, всередині червонувата або блідо-рожева, довжиною 5,3–9 см, діаметром 1,9–2,8 см; чотири пелюстки, виходять із землі, жовтувато-коричневі (зовні) до червоних або жовтих усередині, вузьколанцетні, 2,7–6,5 см завдовжки, 0,9–2,9 см завширшки, не щетинчасті по краях. Тичинки вставлені на 22-50 мм вище основи трубки; пильовики безперервно з’єднані біля основи в серію перевернутих V-подібних форм, утворюючи хвилясте кільце висотою 15–20 мм із вершиною на 46–73 мм над основою квітки, поперечно смугасте та розділене на численні горизонтальні пилкові мішечки.

## Біологія
Паразитична рослина, яка росте на коренях видів Commiphora в сухих прибережних чагарниках і лісистих луках.